# Rosella Sensi

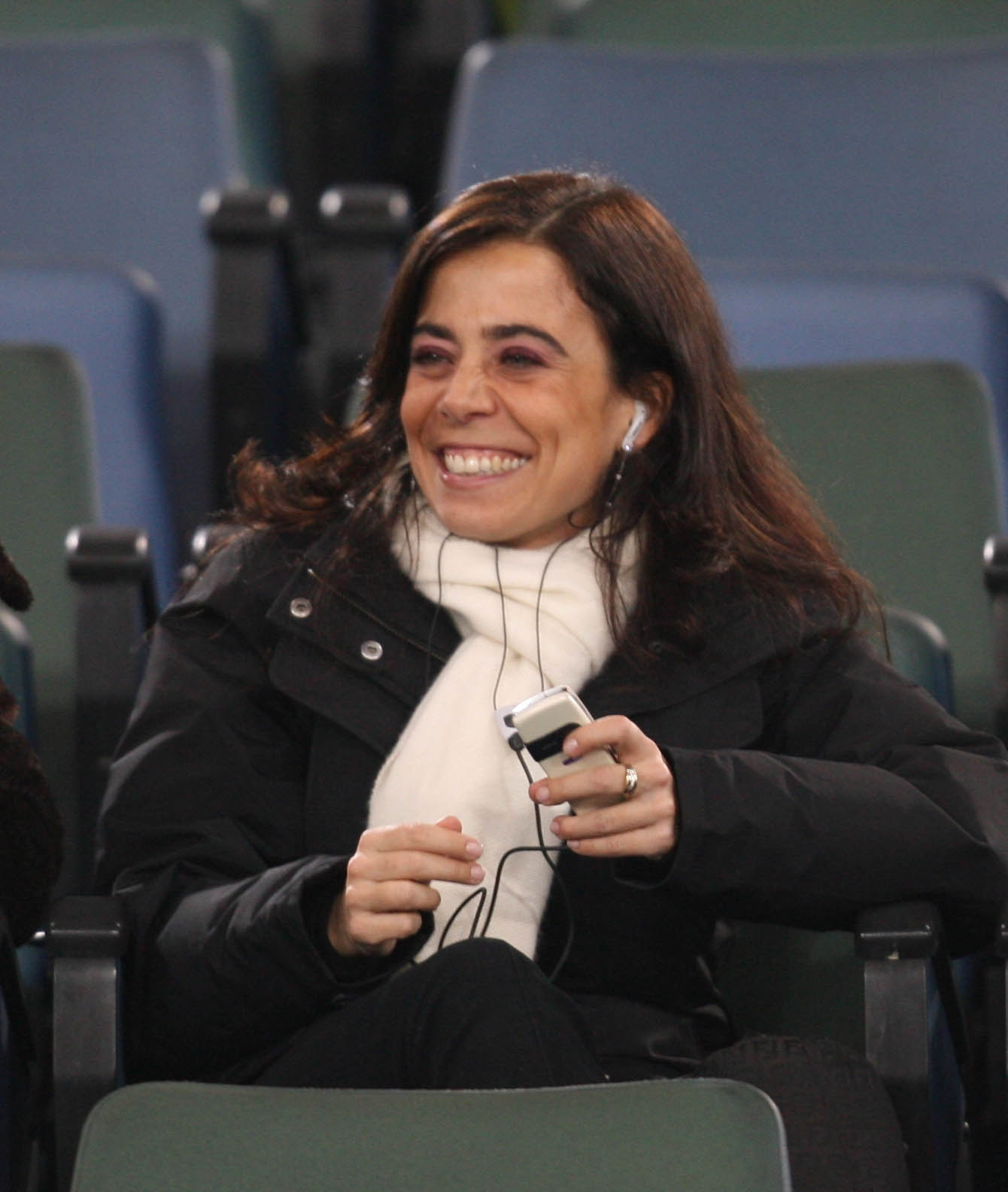
Rosella Sensi

Rosella Sensi (ur. 18 grudnia 1971 w Rzymie) – włoska biznesmenka. Obecnie jest prezesem włoskiej drużyny piłkarskiej AS Roma.
Jest absolwentką Libera Università Internazionale degli Studi Sociali Guido Carli.Otrzymała posadę dyrektora wykonawczego, a także, zaczynając od 28 sierpnia 2008 roku Prezydenta AS Romy, zastępując swego ojca, Franco Sensiego, który był prezydentem do swojej śmierci 17 sierpnia 2008 roku.
Jest drugą kobietą, która objęła urząd prezydenta klubu. Poprzednio Flora Viola, wdowa po Dino Violi zastąpiła swojego męża jako prezydent klubu po jego śmierci w 1991 roku. Rosella Sensi jest obecnie jedną z dwóch kobiet prowadzących klub piłkarski w najwyższej klasie rozgrywkowej we Włoszech, Serie A. Drugą jest Francesca Menarini, prezes Bologna FC.